# Буковача (Босански Петровац)
Буковача је насељено мјесто у Босни и Херцеговини, у општини Босански Петровац, које административно припада Федерацији Босне и Херцеговине. Према попису становништва из 2013. године, у насељу је живио 161 становник.

## Географија
Налази се на самој међуентитетској линији између Федерације и Српске. Некадашње насеље које је постојало у Југославији је подјељено између општине Босански Петровац у Федерацији и општине Петровац у Српској.

## Становништво
| Националност       | 1991. | 1981. | 1971. | 1961. |
| Срби               | 292   |       |       |       |
| Југословени        | 5     |       |       |       |
| остали и непознато | 1     |       |       |       |
| Укупно             | 298   | '     | '     | '     |

| Демографија | Демографија | Демографија |
| Година      | Становника  | Становника  |
| ----------- | ----------- | ----------- |
| 1991.       | 298         |             |

## Знамените личности
- Владо Кецман, књижевник, публициста и носилац Партизанске споменице.
- Перо Кецман Мукоња, народни херој Југославије.
- Ђуран Ковачевић, генерал-мајор Југословенске народне армије и народни херој Југославије.
- Милован Самарџија, генерал ЈНА, учесник Народноослободилачке борбе и носилац Партизанске споменице.